# Degré centigrade
Pour les articles homonymes, voir Degré.
Ne doit pas être confondu avec Degré Celsius.
L’échelle de température centigrade est une échelle de température relative, inventée en 1742 par l'astronome et physicien suédois Anders Celsius. L'échelle centigrade fait correspondre son zéro avec la température de la glace fondante et 100 avec la température d'ébullition de l'eau sous une pression atmosphérique normale (1 013,25 hPa).
Elle est légèrement différente de l'échelle de température Celsius.
Dans la pratique, la mesure peut s'effectuer au moyen d'un thermomètre à colonne de mercure. On place le thermomètre dans un mélange d'eau liquide/glace et on marque la hauteur de mercure, qui indique le niveau zéro. Puis on porte l'eau à ébullition et on marque le point 100. L'intervalle entre les deux est enfin divisé en 100 graduations. Contrairement aux thermomètres électroniques à condition de pression fixe, le thermomètre à mercure ne se dérègle pas, son zéro et ses variations de hauteur restant stables.

## Historique
À la fin du XVIIe et au début du XVIIIe siècle, l'idée avait été établie qu'il fallait baser les échelles thermométriques, soit sur un point fixe et un taux de dilatation, soit sur deux points fixes, le choix du ou des point(s) fixe(s) restant en bonne partie arbitraire :
- l'échelle Réaumur avait son zéro au point de congélation de l'eau, tandis que d'autres échelles le plaçaient ailleurs afin d'éviter d'avoir des températures positives et négatives dans un même contexte (comme une journée d'hiver, par exemple) ;
- Le zéro pouvait correspondre à un étalon très froid, comme c'était le cas de l'échelle Rømer et de son descendant direct, l'échelle Fahrenheit ;
- Celsius connaissait également le thermomètre Delisle, qui avait son zéro au point d'ébullition de l'eau et croissait avec le froid, ayant donc une échelle inversée mais qui évitait les températures négatives (dans le contexte de la vie quotidienne).

En 1742, l'échelle définie par Anders Celsius avait son zéro au point d'ébullition de l'eau et 100 degrés à son point de congélation. L'année suivante, le Français Jean-Pierre Christin inverse l'échelle, qui est désormais croissante du froid vers le chaud,.
Carl von Linné est toutefois souvent cité comme responsable de l'inversion de l'échelle Celsius après la mort de son inventeur, en 1744. On lui attribue parfois même l'échelle Celsius originale, en faisant référence à son ouvrage Hortus Cliffortianus, publié en 1737, cinq ans avant Celsius. Cependant, une étude attentive dudit ouvrage montre que les quelques températures qui y sont citées ne peuvent pas être en degrés Celsius. Linné rencontra Fahrenheit en Hollande et il est clair qu'il se mit à utiliser l'échelle Fahrenheit une fois revenu en Suède. Il semble que Linné ait abandonné cette dernière lorsqu'il apprit l'existence des travaux de Celsius.
Après la mort de Celsius en 1744, des thermomètres gradués selon l'échelle Celsius moderne apparaissent en météorologie sous différents noms, tels Celsius Novum, Ekström et Strömer. Linné suivait ces développements avec grand intérêt et se fit fabriquer un thermomètre à échelle moderne par le fabricant d'instruments de mesure Daniel Ekström aux alentours de 1744. L'échelle directe est mentionnée dans une dissertation écrite par Samuel Naucler en 1745, mais il n'attribue pas son invention. L'histoire des thermomètres publiée dans le Journal de l'Académie suédoise royale des sciences, en 1749 par Pehr Wargentin, secrétaire de l'Académie, mentionne Celsius, son successeur Martin Strömer et le fabricant d'instruments Ekström lorsqu'elle discute de l'échelle directe, mais Linné n'est pas mentionné du tout. Il semble bien que nous ne puissions attribuer le crédit de cette invention à une seule personne en particulier.
C'est lors de la 9e Conférence générale des poids et mesures (CGPM), en 1948, que le Système International tranche entre les trois termes « degré centigrade », « degré centésimal » et « degré Celsius », en faveur de ce dernier.

## Risque de confusion
Le degré centésimal désigne aussi un angle plan égal au 1⁄400e d'un cercle ; c'est un synonyme de grade ou gon (son symbole est « gon »).

## Autres échelles de température
Différentes échelles sont utilisées pour mesurer la température : l’échelle Newton (établie vers 1700), Rømer (1701), Fahrenheit (1724), Réaumur (1731), Delisle (1738), centigrade (de Celsius) (1742), Rankine (1859), kelvin (1848), Leyden (ca. 1894 ?), Celsius (1948).
| Échelle → Température ↓                                                             | Kelvin          | Celsius       | Centigrade (historique) | Fahrenheit | Fahrenheit | Fahrenheit     | Rankine         | Delisle | Newton | Réaumur | Rømer   |
| Échelle → Température ↓                                                             | Kelvin          | Celsius       | Centigrade (historique) | originelle | historique | actuelle       | Rankine         | Delisle | Newton | Réaumur | Rømer   |
| ----------------------------------------------------------------------------------- | --------------- | ------------- | ----------------------- | ---------- | ---------- | -------------- | --------------- | ------- | ------ | ------- | ------- |
| Zéro absolu                                                                         | 0               | −273,15       | −273,197                |            |            | −459,67        | 0               | 559,725 | −90,14 | −218,52 | −135,90 |
| Plus basse température naturelle relevée à la surface de la Terre par télédétection | 180,0           | −93,2         |                         |            |            | −135,8         | 323,9           | 289,8   | −30,8  | −74,6   | −41,4   |
| Mélange eau/sel de Fahrenheit                                                       |                 |               |                         | 0          |            |                |                 |         |        |         |         |
| Origine de l'échelle Celsius moderne                                                | 273,15          | 0             |                         |            |            | 32             | 491,67          | 150     | 0      | 0       | 7,5     |
| Point de fusion de l'eau (à pression atmosphérique)                                 | 273,150 089(10) | 0,000 089(10) | 0                       | 32         | 32         | 32,000 160(18) | 491,670 160(18) | ≈ 150   | ≈ 0    | ≈ 0     | ≈ 7,5   |
| Point triple de l'eau                                                               | 273,160 0(1)    | 0,010 0(1)    |                         |            |            | 32,018 0(18)   |                 |         |        |         |         |
| Température moyenne à la surface de la Terre                                        | 288             | 15            |                         |            |            | 59             | 518,67          | 127,5   | 4,95   | 12      | 15,375  |
| Température moyenne du corps humain                                                 | 309,95          | 36,8          |                         |            |            | 98,24          | 557,91          | 94,8    | 12,144 | 29,44   | 26,82   |
| Plus haute température naturelle enregistrée à la surface de la Terre               | 329,8           | 56,7          |                         |            |            | 134            | 593,67          | 67,5    | 18,7   | 45,3    | 33,94   |
| Point d'ébullition de l'eau (à pression atmosphérique)                              | 373,133 9       | 99,983 9      | 100                     | ≈ 212      | 212        | 211,971        | 671,641         | 0       | 33     | 80      | 60      |
| Point de fusion du titane                                                           | 1 941           | 1 668         |                         |            |            | 3 034          | 3 494           | −2 352  | 550    | 1 334   | 883     |
| Température estimée de la surface du Soleil                                         | 5 800           | 5 526         |                         |            |            | 9 980          | 10 440          | −8 140  | 1 823  | 4 421   | 2 909   |
| 1. 2. 3. 4.                                                                         |                 |               |                         |            |            |                |                 |         |        |         |         |